# Augusto Vargas Alzamora

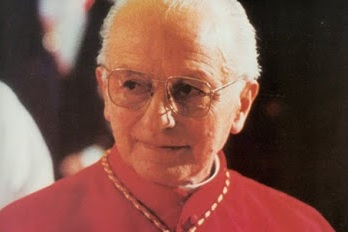
Augusto Kardinal Vargas Alzamora

Kardinalswappen

Augusto Kardinal Vargas Alzamora SJ (* 9. November 1922 in Lima, Peru; † 4. September 2000 ebenda) war ein peruanischer Geistlicher, Erzbischof des Erzbistums Lima und Kardinal.

## Leben
Augusto Vargas Alzamora trat 1940 in den Jesuitenorden ein und studierte in verschiedenen Häusern des Ordens in Peru, Argentinien und Spanien die Fächer Katholische Theologie, Philosophie und Pädagogik. An der Universidad Nacional Mayor de San Marcos in Lima wurde er zum Doktor der Erziehungswissenschaften promoviert. Am 15. Juli 1955 empfing er das Sakrament der Priesterweihe. Anschließend arbeitete zwanzig Jahre lang als Spiritual und Rektor an der Jesuitenschule „La Inmaculada“ in Lima. Darüber hinaus war er als Novizenmeister und als Provinzdelegat der Jesuiten für Erziehungsfragen tätig. Er gründete mehrere Schulen und initiierte eine Neuorganisation der Studentenseelsorge. 
1978 ernannte ihn Papst Paul VI. zum Titularbischof von Cissi und bestellte ihn zum Apostolischen Vikar von San Francisco Javier (seit 1980 Jaén en Peru o San Francisco Javier). Die Bischofsweihe empfing Augusto Vargas Alzamora durch den Apostolischen Nuntius in Peru und späteren Kardinal, Carlo Furno; Mitkonsekratoren waren der damalige Erzbischof von Cuzco, Ricardo Durand Flórez SJ, und der damalige Erzbischof von Trujillo, Manuel Prado Pérez-Rosas SJ.
1989 ernannte ihn Papst Johannes Paul II. zum Erzbischof von Lima; 1994 nahm er ihn als Kardinalpriester mit der Titelkirche San Roberto Bellarmino in das Kardinalskollegium auf. Augusto Kardinal Vargas Alzamora leitete von 1993 bis 1999 die peruanische Bischofskonferenz. Ein großes Anliegen seiner Pastoral war der Schutz der Menschen in seinem Erzbistum und in Peru insgesamt vor dem Terror des Sendero Luminoso, der – vor allem in den ersten Jahren seiner Amtszeit als Erzbischof – zahllose Peruaner ermordete.
Erzbischof Vargas legte die Leitung des Erzbistums Lima 1999 aus Krankheitsgründen nieder und arbeitete die letzten Monate seines Lebens als Obdachlosenseelsorger. Augusto Kardinal Vargas Alzamora starb am 4. September 2000 in Lima und wurde in der Krypta der dortigen Basilika bestattet.